# Seoul Semiconductor
Seoul Semiconductor desenvolupa i comercialitza diodes d'emissió de llum (LED) per als mercats d'automoció, il·luminació general, il·luminació especialitzada i retro-il·luminació LED. Com el quart fabricant LED més gran del món, Seoul Semiconductor té més de 12.000 patents, ofereix una àmplia gamma de tecnologies i produeix massivament productes LED innovadors.

## Productes
Wicop, un LED estructurat sense paquet més senzill del mercat que ofereix uniformitat de color principal, estalviant costs en el nivell de fixació amb alta densitat de llum i amb una gran flexibilitat del disseny; Acrich, la primera tecnologia LED d'alt voltatge del món desenvolupada el 2005, inclou totes les tecnologies relacionades amb la tecnologia AC LED des de la fabricació de xips fins als mòduls i circuits, així com la tecnologia multi junction (MJT); i el nPola, un nou producte LED basat en la tecnologia de substrat GaN que aconsegueix més de deu vegades la intensitat lluminosa d'un LED convencional.

## nPola LED
El 5 de juliol de 2012 Seoul Semiconductors va presentar el nPola LED (de llum blava que cal filtrar cap a altres colors) - de 5 a 10 vegades més brillant que el LED estàndard. El nou LED aconsegueix 500 lumen/W contra els 100 lumen/W obtinguts fins aquell moment. Un avenç molt important que permet substituir amb avantatge els llums fluorescents compactes. Per a la producció d'una làmpada LED que reemplaça a una bombeta de 60 W a la llar, en general s'utilitzen uns 10-20 LED actuals. Per donar una idea, la mateixa intensitat lumínica ara es pot aconseguir amb només un o dos LEDs nPola.